# Balkan (motorfiets)

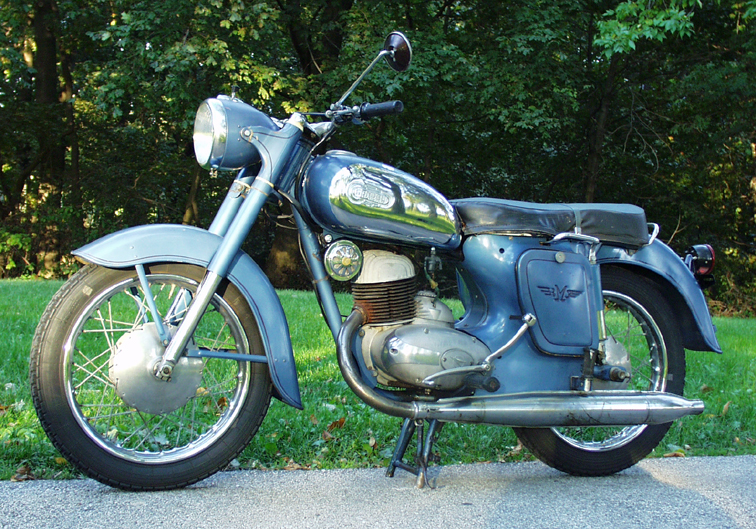
Deze 250 cc Balkan uit 1966...

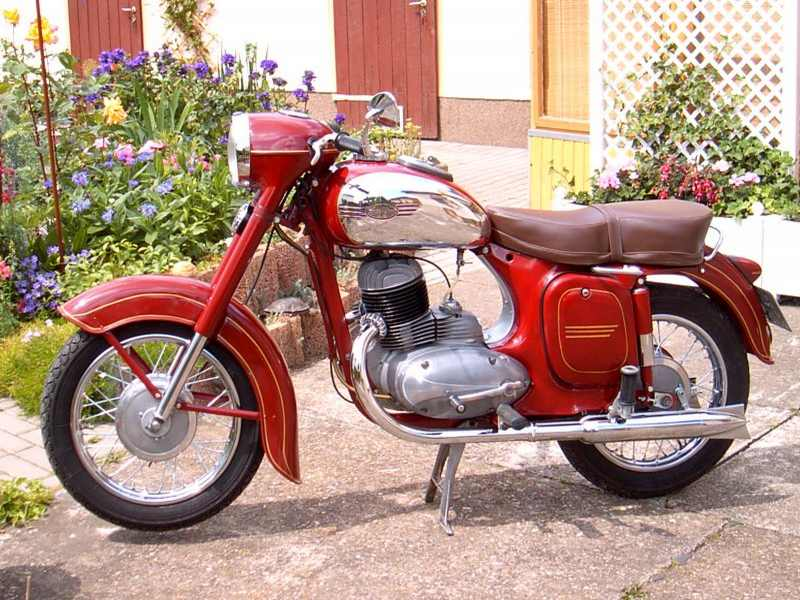
...lijkt erg veel op een Jawa uit die periode

Balkan (Bulgaars: Балкан) is een historisch Bulgaars merk van motorfietsen.
De bedrijfsnaam was: Nationale Motorenfabriek Balkan BTRLA, Lovech (1958-1975).
Dit eerste (en waarschijnlijk enige) Bulgaarse motorfietsmerk begon in 1958 met de productie van motorfietsen. Men maakte vanaf het begin twee tweetaktmodellen: een 48cc-bromfiets met drie versnellingen die 2,3 pk bij 5.000 tpm leverde en een plaatframe had en een 250cc-motorfiets met vier versnellingen die 12,5 pk bij 4.800 tpm leverde. Ook die had een plaatframe, verstevigd met een enkele framebuis vanaf het balhoofd langs de onderkant van het motorblok. Dit model leek als twee druppels water op een 250cc-Jawa, terwijl de bromfiets kenmerken van de toenmalige Duitse Mopeds had.
Zoals in de Centraal geleide economie van Bulgarije gebruikelijk was veranderde er in de loop van de jaren vrijwel niets aan de modellen. In 1975 verdween het merk Balkan van de markt. Vanaf 1966 richtte de fabriek zich op assemblage van Pirin-Fiat- en Moskvitsj-personenwagens.